# Pałac Cotroceni
Pałac Cotroceni (czyt. kotroczeni), Palatul Cotroceni - pałac w Bukareszcie, obecnie siedziba Prezydenta Rumunii.
Pałac bierze swoją nazwę od wzgórza w zachodniej części miasta, na którym został wzniesiony w 1888 na polecenie króla Karola I. Obok przez wiele działał prawosławny klasztor, ufundowany w 1679 przez hospodara wołoskiego Șerbana Cantacuzino.
W 1977 Nicolae Ceaușescu uczynił z pałacu rezydencję dla odwiedzających Rumunię dygnitarzy. W 1985 zburzony został stary kościół, będący ostatnią pozostałością dawnego klasztoru. Po upadku komunizmu, w 1991 pałac stał się siedzibą Prezydenta Rumunii. Jego część została otwarta dla zwiedzających i działa jako Muzeum Narodowe Cotroceni.